# Giải vô địch bóng ném nam châu Âu
Giải vô địch bóng ném nam châu Âu (tiếng Anh:European men's handball championship) là một giải tranh chức vô địch châu Âu dành cho các đội tuyển nam quốc gia. Giải này do Liên đoàn bóng ném châu Âu tổ chức mỗi 2 năm một lần, vào các năm chẵn, bắt đầu từ năm 1994. Ngoài việc đăng quang cho đội vô địch châu Âu, giải này còn được dùng làm vòng đấu loại để chọn các đội tuyển nam quốc gia khu vực châu Âu tham dự Giải vô địch bóng ném nam thế giới. Tính đến nay, qua 8 lần giải, đội tuyển bóng ném nam Thụy Điển đã đoạt 4 chức vô địch, trong khi đội tuyển Tây Ban Nha đã đoạt hạng nhì 3 lần.

## Lịch sử
Năm 1946, Liên đoàn bóng ném quốc tế được thành lập bởi 8 nước châu Âu, và mặc dù các nước ngoài châu Âu có tham dự giải Vô địch do Liên đoàn bóng ném quốc tế tổ chức, nhưng các huy chương đều do các nước châu Âu chiếm được, cho tới khi thành lập Liên đoàn bóng ném châu Âu năm 1991. Vào năm 1995, giải Vô địch bóng ném nam thế giới thay đổi từ 4 năm một tlần thành 2 năm một lần, và Liên đoàn bóng ném châu Âu cũng bắt đầu tổ chức Giải vô địch riêng của mình từ năm 1994.

### Các nước chủ nhà của Giải
| Nước chủ nhà | Quốc gia (Năm) |
| ------------ | --- |
| 1            | Croatia (2000) · Ý (1998) · Na Uy (2008) · Bồ Đào Nha (1994) · Slovenia (2004) · Tây Ban Nha (1996) · Thụy Điển (2002) · Thụy Sĩ (2006) |

- Áo sẽ là nước chủ nhà của giải năm 2010
- Serbia sẽ là nước chủ nhà của giải năm 2012

## Tổng kết huy chương
Danh sách dưới đây gồm các thành phố diễn ra các trận đấu loại trực tiếp và trận chung kết, các đội tuyển dự các trận bán kết và tỷ lệ bàn thắng/thua từ giải đầu tiên, năm 1994.
| 1994 | Bồ Đào Nha  | Thụy Điển | 34 - 21 | Nga         | Croatia       | 24 - 23 | Đan Mạch  |
| 1996 | Tây Ban Nha | Nga       | 23 - 22 | Tây Ban Nha | FR_Yugoslavia | 26 - 25 | Thụy Điển |
| 1998 | Ý           | Thụy Điển | 25 - 23 | Tây Ban Nha | Đức           | 30 - 28 | Nga       |
| 2000 | Croatia     | Thụy Điển | 32 - 31 | Nga         | Tây Ban Nha   | 24 - 23 | Pháp      |
| 2002 | Thụy Điển   | Thụy Điển | 33 - 31 | Đức         | Đan Mạch      | 29 - 22 | Iceland   |
| 2004 | Slovenia    | Đức       | 30 - 25 | Slovenia    | Đan Mạch      | 31 - 27 | Croatia   |
| 2006 | Thụy Sĩ     | Pháp      | 31 - 23 | Tây Ban Nha | Đan Mạch      | 32 - 27 | Croatia   |
| 2008 | Na Uy       | Đan Mạch  | 24 - 20 | Croatia     | Pháp          | 36 - 26 | Đức       |
| 2010 | Áo          | Pháp      | 25 - 21 | Croatia     | Iceland       | 29 - 26 | Ba Lan    |
| 2012 | Serbia      |           |         |             |               |         |           |

## Huy chương tính theo đội tuyển quốc gia
| 1  | Thụy Điển   | 4 | 0 | 0 | 4 |
| 2  | Nga         | 1 | 2 | 0 | 3 |
| 3  | Đức         | 1 | 1 | 1 | 3 |
| 4  | Đan Mạch    | 1 | 0 | 3 | 4 |
| 5  | Pháp        | 2 | 0 | 1 | 4 |
| 6  | Tây Ban Nha | 0 | 3 | 1 | 4 |
| 7  | Croatia     | 0 | 2 | 1 | 3 |
| 8  | Slovenia    | 0 | 1 | 0 | 1 |
| 9  | Nam Tư      | 0 | 0 | 1 | 1 |
| 10 | Iceland     | 0 | 0 | 1 | 1 |

### Thành tích các năm
| Team           | 1994 | 1996 | 1998 | 2000 | 2002 | 2004 | 2006 | 2008 | 2010 | Total |
| -------------- | ---- | ---- | ---- | ---- | ---- | ---- | ---- | ---- | ---- | ----- |
| Croatia        | 3rd  | 5th  | 8th  | 6th  | PR   | 4th  | 4th  | 2nd  | 2nd  | 9     |
| Pháp           | 6th  | 7th  | 7th  | 4th  | 6th  | 6th  | 1st  | 3rd  | 1st  | 9     |
| Đức            | 9th  | 8th  | 3rd  | 9th  | 2nd  | 1st  | 5th  | 4th  | 10th | 9     |
| Nga            | 2nd  | 1st  | 4th  | 2nd  | 5th  | 5th  | 6th  | 14th | 12th | 9     |
| Tây Ban Nha    | 5th  | 2nd  | 2nd  | 3rd  | 7th  | MR   | 2nd  | 9th  | 6th  | 9     |
| Đan Mạch       | 4th  | 12th | -    | 10th | 3rd  | 3rd  | 3rd  | 1st  | 5th  | 8     |
| Slovenia       | 10th | 11th | -    | 5th  | 12th | 2nd  | MR   | 10th | 11th | 8     |
| Thụy Điển      | 1st  | 4th  | 1st  | 1st  | 1st  | 7th  | -    | 5th  | 15th | 8     |
| Hungary        | 7th  | 10th | 6th  | -    | -    | MR   | PR   | 8th  | 14th | 7     |
| Czech Republic | -    | 6th  | 10th | -    | 8th  | MR   | -    | 13th | 8th  | 6     |
| Iceland        | -    | -    | -    | 11th | 4th  | PR   | MR   | 11th | 3rd  | 6     |
| Serbia1        | -    | 3rd  | 5th  | -    | 10th | 8th  | MR   | -    | 13th | 6     |
| Ba Lan         | -    | -    | -    | -    | PR   | PR   | MR   | 7th  | 4th  | 5     |
| Bồ Đào Nha     | 12th | -    | -    | 7th  | 9th  | PR   | PR   | -    | -    | 5     |
| Ukraine        | -    | -    | -    | 12th | 11th | PR   | MR   | -    | 16th | 5     |
| Norway         | -    | -    | -    | 8th  | -    | -    | MR   | 6th  | 7th  | 4     |
| Switzerland    | -    | -    | -    | -    | PR   | MR   | PR   | -    | -    | 3     |
| Belarus        | 8th  | -    | -    | -    | -    | -    | -    | 16th | -    | 2     |
| Romania        | 11th | 9th  | -    | -    | -    | -    | -    | -    | -    | 2     |
| Slovakia       | -    | -    | -    | -    | -    | -    | PR   | PR   | -    | 2     |
| Áo             | -    | -    | -    | -    | -    | -    | -    | -    | 9th  | 1     |
| Israel         | -    | -    | -    | -    | PR   | -    | -    | -    | -    | 1     |
| Italy          | -    | -    | 11th | -    | -    | -    | -    | -    | -    | 1     |
| Lithuania      | -    | -    | 9th  | -    | -    | -    | -    | -    | -    | 1     |
| Macedonia      | -    | -    | 12th | -    | -    | -    | -    | -    | -    | 1     |
| Montenegro     | -    | -    | -    | -    | -    | -    | -    | 12th | -    | 1     |